# Ferrals-les-Montagnes
 Ferrals-les-Montagnes  es una población y comuna francesa, situada en la región de Languedoc-Rosellón, departamento de Hérault, en el distrito de Béziers y cantón de Olonzac.

## Demografía
| 187 | 135 | 117 | 143 | 112 | 140 |
| Para los censos de 1962 a 1999 la población legal corresponde a la población sin duplicidades (Fuente: INSEE [Consultar]) |     |     |     |     |     |